# 刺尾鸫属
刺尾鸫属（学名：Orthonyx）是雀形目刺尾鸫科（学名：Orthonychidae ）的唯一一属，包含3个物种，是澳大利亚和新几内亚的特有类群。该属的成员均为无危物种。

本属包含以下物种：
- 新几内亚刺尾鸫 Orthonyx novaeguineae
- 刺尾鸫 Orthonyx temminckii
- 黑头刺尾鸫 Orthonyx spaldingii